# Groupe du 6 novembre
Le groupe du 6 novembre: lesbiennes issues du colonialisme, de l’esclavage et de l’immigration, aussi appelé groupe du 6 novembre, est une organisation lesbienne anticolonialiste et antiraciste active à Paris de 1999 à 2005 et considérée comme pionnière de l'intersectionnalité en France. 

## Création
Le groupe est créé en 1999 à partir d'un collectif de lesbiennes d'origine maghrébine, africaine, caribéenne et latino-américaine faisant le double constat que les espaces lesbiens français ne prenaient pas en compte les dynamiques de racisme et de colonialisme d'une part, et que les lesbiennes sont par ailleurs nombreuses parmi les mouvements anticoloniaux, tels que le collectif féministe contre le racisme et l'antisémitisme. 
Deux événements servent de catalyseur à la création du groupe :   
Le premier est la tenue, en mai 1999, de la 4e Rencontre annuelle de la Coordination lesbienne en France, en mai 1999 ; cette édition est la première à inclure des discussions sur le racisme au sein du milieu lesbien, mais celles-ci sont accueillies au mieux avec circonspection, et au pire avec hostilité par une partie des lesbiennes blanches présentes.  
Le second, en octobre 1999, est une manifestation à Cineffable contre le racisme dans les relations personnelles en milieu lesbien, ainsi que contre la présence d'Elula Perrin, qui applique alors une politique ségrégationniste à l'entrée de sa discothèque, Le Privilège,. Jacqueline Pasquier, éditrice de Lesbia, rapporte péjorativement la manifestation, y voyant une violente attaque personnelle « qui ne pouvait qu'inciter au racisme ». Le groupe tient à apporter une réponse à l'édito de Pasquier, mais le magazine ne la publie pas. Le 6 novembre suivant, une cinquantaine de lesbiennes « racisées », à partir du noyau des manifestantes, se réunissent et créent le groupe,. 

## Pensée et positionnement politique
Le groupe du 6 novembre fonctionne en triple non-mixité femme, lesbienne et racisée. Il est la première organisation de cette forme en France, les lesbiennes racisées étant jusqu'alors investies soit dans des associations lesbiennes majoritairement blanches, soit dans le féminisme antiraciste. 
Le terme « issues », dans le titre du groupe, permet aux fondatrices à la fois d'honorer l'histoire de leurs pays et de s'inscrire dans le futur ; le 6 novembre est la date de création du collectif. 
Pour le groupe du 6 novembre, les lesbiennes racisées en France doivent faire face à trois dynamiques : l'invisibilisation de l'existence des lesbiennes racisées ; la misogynie coloniale qui ramène les femmes racisées à des stéréotypes niant leur humanité ; l'universalisme français et l'assimilationnisme qui s'opposent à la reconnaissance des lesbiennes racisées. Plusieurs axes prioritaires émergent, en fonction des membres : comment être lesbienne et racisée, sans mettre le lesbianisme avant la race ; quels sont les effets du colonialisme sur les personnes immigrées ; enfin, comment être lesbienne dans sa communauté diasporique. 
Pour les fondatrices, telles que Nadia Dumas, les lesbiennes française blanches intègrent cette politique assimilationniste et prêtent à tort aux membres du groupe du 6 novembre une pensée séparatiste, essentialiste et « raciste antiblancs ». Selon elles, cette menace du stéréotype empêche alors des lesbiennes racisées intéressées par le groupe, de le rejoindre. Dans une lettre ouverte aux lesbiennes de France, initialement pensée pour être publiée dans Lesbia mais qui devient finalement un chapitre de Warriors/Guerrières, l'artiste activiste Dalila Kadri Cheriet dénonce la manière dont une poignée de lesbiennes blanches se prétendent les seules détentrices de la pensée lesbienne dans son ensemble ; elle rapproche cette attitude d'appropriation de celle, plus générale, des richesses mondiales par le Nord global. Ces deux points provoquent de vives polémiques au sein du mouvement lesbien.
Le groupe questionne la centralité du coming out dans le mouvement LGBT blanc, qui peint comme traîtrise ou lâcheté les autres postures que peuvent adopter de nombreuses lesbiennes racisées en France. Le groupe refuse également l'héritage du mouvement lesbien français et se situe au contraire dans celui des lesbians of colour américaines, en particulier Audre Lorde. 
Pour Éléonore Lépinard, le groupe du 6 novembre est le premier à s'être attaqué à la question du racisme et du postcolonialisme au sein des milieux féministes et lesbiens français. Pour le chercheur en études post-coloniales Blase A. Provitola, ce collectif fait figure de pionnier de l'intersectionnalité en France. 

## Activités
Le groupe organise de nombreuses prises de parole, par la publications de textes, réunions et participations à des conférences. Il compte une centaine de personnes, avec un « noyau dur » d'une dizaine personnes portant l'organisation.

### Warriors/Guerrières
En 2000, le groupe travaille à la publication du numéro spécial d'un journal lesbien québécois, mais les nombreuses interventions du comité de rédaction poussent le groupe du 6 novembre à créer sa propre maison d'édition, Nomades'Langues. En 2001, Nomades'Langues publie Warriors/Guerrières, un recueil bilingue d'essais, poèmes, arts et récits personnels. Le titre est notamment une référence aux Guérillères de Monique Wittig et surtout à Audre Lorde. Le livre, titré à un milliers d'exemplaire, est diffusé dans les associations et les librairies spécialisées. Warriors/Guerrières inclut non seulement des autrices vivant en France, mais aussi aux États-Unis. Elles motivent cette décision non pas comme un souhait de les prendre comme modèles, mais pour montrer que l'expérience de la migration et du racisme ne se limite pas au territoire français.
La publication de Warriors/Guerrières aurait normalement dû bénéficier du soutien financier de la coordination lesbienne nationale (CLN) dans le cadre de sa commission sur le racisme, mais la CLN se rétracte sous la pression de la Compagnie des Insoumises, Baladines, Enthousiastes et Lesbiennes, qui présentent les propos de Cheriet sur l'appropriation comme des « injures, agressions et calomnies» ; cette décision de la CLN provoque la démission des membres de sa commission racisme.

### Autres publications et prises de paroles
L'une des premières publications du groupe est une édition spéciale, en 1999, du journal lesbien marseillais Madivine sur les lesbiennes racisées. Il inclut des traductions d'Audre Lorde et Bell hooks, ainsi qu'un article de Colette Guillaumin.
Elles rédigent un numéro spécial du journal lesbien du monde arabe basé aux États-Unis, Bint el nas. En 2001, elles organisent une exposition autour de l'artiste lesbienne Noire italienne Veruska. La même année, elles participent à la conférence contre le racisme organisée à Durban, leur permettant de renforcer leurs liens avec des lesbiennes racisées dans le monde.
En 2001, une conférence lesbienne a lieu à Paris en hommage à Monique Wittig ; le groupe du 6 novembre, qui n'a pas été invité, décide d'y aller quand même pour protester.

### Manifestation contre la loi sur les signes religieux dans les écoles publiques
Le groupe du 6 novembre s'investit aussi en-dehors des espaces lesbiens et participe notamment à une émission d'une radio africaine émettant à Paris pour parler des lesbiennes noires en France, qu'elles soient métropolitaines ou d'outremer, mais aussi en Afrique, et de l'influence de l'histoire coloniale sur les minorités sexuelles et de genre du continent. Fin 2003 et début 2004, certains membres rejoignent les manifestations contre la loi sur les signes religieux dans les écoles publiques, sans pour autant s'y afficher comme membres du groupe du 6 novembre. Ce choix est doublement critiqué par des féministes et lesbiennes blanches : la présence de ces membres du groupe aux manifestations est selon elles une forme de complicité de facto avec le fondamentalisme musulman, et leur non-identification comme lesbiennes à ces manifestations, une forme de lesbophobie intériorisée. La sociologue américaine Paola Bachetta y voit au contraire une forme de solidarité stratégique des lesbiennes musulmanes envers les autres femmes portant le voile, car toutes soumises au pouvoir colonial fétichisant qui souhaite les dévoiler.
Le groupe se dissout en février 2005,. Plusieurs de ses membres se retrouvent en 2009 pour former le groupe des Lesbiennes of color.

## Publications
- Groupe du 6 novembre, Warriors/Guerrières, Nomades'Langues, 2001, 124 p.